# Поповка (корабль)
Попо́вка — тип броненосцев береговой обороны, круглый в плане. 
Класс — мониторы.

## История строительства
Две поповки, названные «Новгород» и «Киев» (позже — «Вице-адмирал Попов»), были построены по инициативе адмирала А. А. Попова в 1871—1875 годах в качестве броненосцев береговой обороны Черноморского флота.
Впервые вопрос о постройке бронированных плавучих батарей для защиты входов в Азовское море и Днепро-Бугский лиман был поднят в 1863 году. В это время, после поражения в Крымской войне, развитие Черноморского флота было ограничено условиями Парижского мирного договора, поэтому даже проект малоподвижных плавучих батарей был отклонён. 
В 1869 году военное и морское ведомства совместно решили строить такие батареи, превосходящие калибром артиллерии и толщиной брони любые иностранные броненосцы, и при этом имеющие осадку не более 14 футов. 
Всем этим условиям удовлетворяло только предложение А. А. Попова о строительстве круглых в плане батарей, что позволяло уместить 11-дюймовые орудия и мощное бронирование в 2700-тонный корабль длиной (диаметром) менее 31 метра при осадке 3,76 метра.

Неприятель, решившийся атаковать наши укреплённые береговые пункты, может отважиться на это не иначе как при помощи орудий самого большого калибра, который в данную минуту будет возможен для употребления на практике.
Чтобы отразить его, мы должны иметь такие же орудия, а следовательно, проектируя суда, которые дополняли бы нашу береговую защиту как станки для орудий, надо для их вооружения артиллериею избрать наибольший из существующих у нас калибров: поэтому на проектированное судно предлагается поставить 11 д (280-мм — авт.) нарезные или 20 д (508-мм — авт.) гладкие пушки. 
Уменьшая длину и увеличивая ширину судна, можно не только уменьшить его денежную стоимость, но и увеличить водоизмещение. 
Доведя эту аксиому до конечной степени, то есть сделав длину равной его ширине, мы достигнем наиболее благоприятных условий как в отношении стоимости так и водоизмещения.
Поэтому все ватерлинии его образованы из кругов.
Из всех судов, тип монитора наименее подвержен качке и представляет наименьшую площадь для покрытия бронёю; проектированное судно, как станок для орудий, есть монитор; оно имеет в центре неподвижную башню которая покрыта бронёю, так же как палуба и борт судна...
Хотя круговые образования ватерлиний не представляют благоприятных условий для скоростей хода, но зато этот недостаток вознаграждается отсутствием препятствий для поворотливости судна и избытком водоизмещения.
Чтобы вполне воспользоваться первым из этих благоприятных качеств, проектированному типу дано два винта, а избыток водоизмещения загружен машиною...
— А. А. Попов
Современники прекрасно предвидели недостатки круглых кораблей, однако демонстрация с круглыми шлюпками убедила чиновников не медлить с постройкой, которая началась одновременно с выходом России из ограничений Парижского договора.
Из-за слабой производственной базы на Чёрном море постройка настоящих броненосцев в то время была невозможна.
Две построенных поповки — «Новгород» и «Киев» (впоследствии «Вице-адмирал Попов») — стали первыми броненосцами Черноморского флота.
Развитие технологий судостроения, изменение внешнеполитических и внутригосударственных условий, отказ от первоначальной концепции применения узкоспециализированных кораблей — плавучих броненосных батарей береговой обороны, привели в последующем к изобилию критики этих необычных кораблей.
«Новгород» был построен в Санкт-Петербурге, по частям перевезён сушей в Николаев и там собран (спущен на воду 21 мая 1873). 
«Киев» был полностью построен в Николаеве, двумя годами позже. 
Корабли отличались диаметром и калибром артиллерии («Новгород» — 11-дюймовые орудия, «Киев» — 12-дюймовые).

## Конструкция
Вследствие конструктивных особенностей винто-рулевых механизмов поповки плохо держались на курсе, страдали от захлёстывания волнами, но умеренное волнение переносили удовлетворительно.
При проведении испытаний выявилась слабость механизмов орудийных станков системы Пестича.
Неисправности были устранены, однако слухи о недостатках установок привели к появлению мифа о вращении «поповок» при стрельбе, которые до сих пор приходится встречать в непрофильной литературе (на самом деле поворачивались от отдачи при выстреле из-за слабости стопоров именно сами орудийные станки, расположенные внутри бронированного барбета).
Это единственные корабли в истории, имевшие сразу 6 гребных винтов, правда, впоследствии это число уменьшилось. 
Из-за возмущения водного потока рули были признаны неэффективными — маневрировать приходилось исключительно машинами, что снижало и без того ничтожную скорость хода.
Обе поповки приняли участие в Русско-турецкой войне 1877—1878, произведя демонстрацию на рейде Одессы без единого выстрела, совершили выход к устью Дуная для обеспечения перехода судов Дунайского отряда в 1877 году, в 1892 году были причислены к броненосцам береговой обороны, и прослужили до 1903 года.
Об условиях службы на поповках можно косвенно судить по воспоминаниям А. Н. Крылова, датированных 1878 годом: «Лейтенант Кузин [офицер „Новгорода“], примерно, через три года, погиб на этой поповке от взрыва мины, нарочно произведённого минёром».
После его гибели его сын был зачислен в Морской Корпус без экзамена.
«Я жил одно время в Севастополе, мои родители были знакомы с лейтенантом Кузиным, который плавал на поповке «Новгород».
Он при мне рассказывал моему отцу, что даже при сильной волне поповку не качает, а волна перекатывается по палубе».

## Поповки в отечественной культуре
Н. А. Некрасов говорит о поповке как о символе современной ему России:

Здравствуй, умная головка,

Ты давно ль из чуждых стран?

Кстати, что твоя «поповка»,

Поплыла ли в океан?

— Плохо, дело не спорится,

Опыт толку не даёт,

Всё кружится да кружится,

Всё кружится — не плывет.

— Это, брат, эмблема века.

Если толком разберёшь,

Нет в России человека,

С кем бы не было того ж.

Где-то как-то всем неловко,

Как-то что-то есть грешок…

Мы кружимся, как «поповка»,

А впёред ни на вершок.
— Н. А. Некрасов, «Поповка» (1875)